# ワーナー・インディペンデント・ピクチャーズ
ワーナー・インディペンデント・ピクチャーズ（Warner Independent Pictures）はワーナー・ブラザースの子会社、映画スタジオ。初めての映画配給は2004年公開の『ビフォア・サンセット』。

## 概要
2003年8月7日に設立され、現在の社長取締役はポリー・コーエンがつとめている。社名に「インディペンデント（独立）」と入っているが、ワーナー・ブラザースから独立した企業ではなく、タイム・ワーナー系列の一企業である。インディペンデント映画を扱うことから社名に含まれており、具体的には製作費2000万ドル以下の映画についてプロデュース、配給、買い付けを行っている。
2008年11月12日にワーナー・ブラザースがニュー・ライン・シネマを吸収したことから、ニュー・ライン・シネマの子会社でインディペンデント映画の製作を行っているピクチャーハウスも、いずれワーナー・インディペンデント・ピクチャーズが吸収するとみられていたが、2008年5月8日に両部門とも廃止されることが発表された。ピクチャーハウスについては2013年に所有者を変更して再建された。

## 作品
上からアメリカ国内で公開された順。

### 2004年
- ラスト・マップ/真実を探して Around the Bend
- ビフォア・サンセット Before Sunset
- クリミナル Criminal
- この世の果ての家 A Home at the End of the World
- ロング・エンゲージメント Un long dimanche de fiançailles
- 夫以外の選択肢 We Don't Live Here Anymore

### 2005年
- 愛の神、エロス Eros
- 僕の大事なコレクション Everything Is Illuminated
- グッドナイト&グッドラック Good Night, and Good Luck.
- ジャケット The Jacket
- 皇帝ペンギン La Marche de l'empereur
- パラダイス・ナウ Paradise Now

### 2006年
- ダック・シーズン Temporada de patos
- For Your Consideration
- Infamous
- Looking for Comedy in the Muslim World
- ママ男 Mama's Boy
- Mary Queen of Scots
- The Painted Veil
- PROMISE The Promise
- スキャナー・ダークリー A Scanner Darkly
- 恋愛睡眠のすすめ La Science des rêves

### 2007年
- カオス・セオリー Chaos Theory
- Suburban Girl
- In the Land of Women
- The Man Who Fell to Earth
- 告発のとき In the Valley of Elah
- ディセンバー・ボーイズ December Boys
- The 11th Hour The 11th Hour

### 2008年
- Towelhead
- ファニーゲーム U.S.A. Funny Games
- スノー・エンジェル Snow Angels
- スラムドッグ$ミリオネア Slumdog Millionaire